# Okuninko
Okuninko – osada w Polsce położona w województwie pomorskim, w powiecie bytowskim, w gminie Miastko.